# Wz. 93 (шолом)

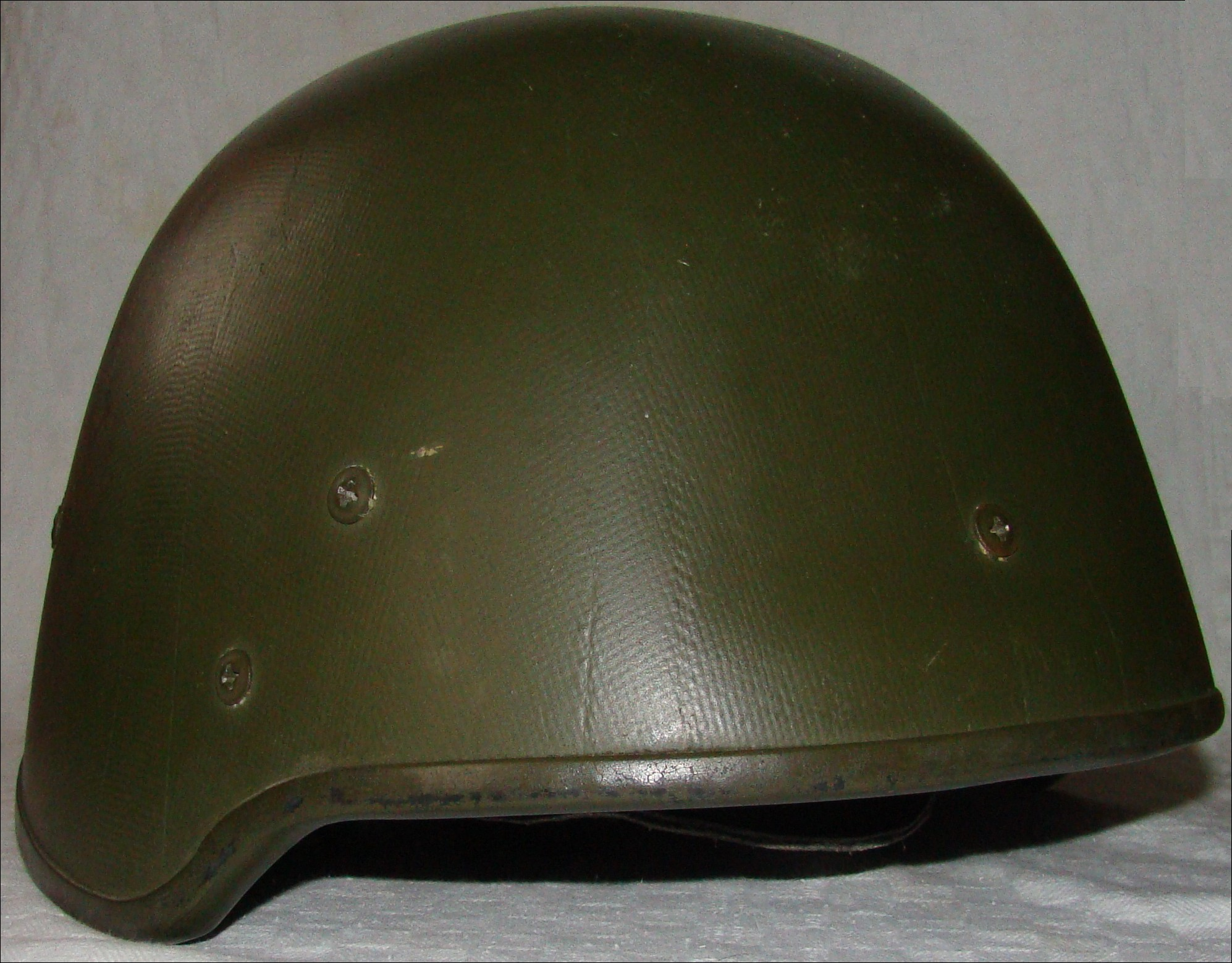
Шолом Wz. 93

Wz. 93 — польський військовий шолом.

## Історія створення
Перший польський шолом з композитних матеріалів. Розроблений для заміни старих wz. 50 та wz. 67.
Серійне виробництво почалось у 1994 одразу кількома фірмами — Resal, Bella, PZL Mielec та іншими. Отримав німецький сертифікат WITU Nr B-940049.
Випускався у двох розмірах — малий (М) та великий — (D).
У військах змінений на Wz. 2005.